# Jan Jarník
Jan Urban Jarník, też jako Johann Jarnik (ur. 25 maja 1848 w Potštejnie, zm. 13 stycznia 1923 w Pradze) – czeski językoznawca, specjalista od języków romańskich, albanolog, profesor uniwersytetu w Pradze.

## Życiorys
W roku 1874 ukończył studia filologiczne na Uniwersytecie Wiedeńskim. Tam też zetknął się po raz pierwszy z językiem albańskim. W 1881 stanął na czele nowo utworzonej na uniwersytecie praskim katedry języków romańskich. Jego zainteresowania naukowe obejmowały język i folklor rumuński. Prowadził także badania nad językiem i folklorem Albańczyków w okolicach Szkodry.
Zmarł po krótkiej chorobie w sanatorium w Podoli.
Był członkiem honorowym Akademii Rumuńskiej.

## Dzieła
- 1881: Zur Albanischen Sprachenkunde (O lingwistyce albańskiej)
- 1883: Přispěvky ku poznáni nářeči albánských (Przyczynki do badań nad dialektami albańskimi)
- 1889: Neuer vollständiger Index zu Diez' etymologischem Wörterbuche der romanischen Sprachen : mit Berücksichtigung von Schelers Anhang zur fünften Auflage Heilbronn
- 1890: Albanesische Märchen und Schwänke (Bajki i anegdoty albańskie)
- 1894: Dvĕ verse starofrancouzské legendy o sv. Kateřině Alexandrinské
- 1898: Beitrag z. Phraseologie v. da im Rumän